# Hospital Adventista de Belém
O Hospital Adventista de Belém (HAB) faz parte da Rede Adventista de Saúde e atua na região Norte do Brasil. Possui uma história de pioneirismo na prevenção e restauração da saúde integral, iniciada em 1931 com a chegada do casal missionário norte-americano Leo e Jessie Halliwell, por meio do trabalho em uma pequena lancha chamada Luzeiro, nos rios dos estados do Pará e Amazonas. Em 1953, o casal montou um hospital com 18 leitos na cidade de Belém do Pará, o Hospital Adventista de Belém. Nele foi registrado o 1º transplante cardíaco do norte do país, em 1999. Com mais de 6 décadas de existência, possui área construída superior a 38.000 m² e conta com 174 leitos de internação, 58 leitos de observação e 10 salas cirúrgicas, mantendo foco constante na qualidade e segurança do paciente e na inovação tecnológica.
Possui os selos de distinção ONA nível 3, Qmentum Dimond, Himss 6, distinção em SEPSE e faz parte do Programa Brasileiro de Segurança do Paciente.

## História
- 1931 – O casal missionário norte-americano Leo e Jessie Halliwell, vieram ao Brasil mais especificamente na Região Norte do País, onde iniciou um trabalho de evangelização, fazendo uso de uma pequena lancha chamada luzeiro, às margens de rios e igarapés nos estados do Pará e Amazonas locais onde levava tratamentos de enfermagem para ribeirinhos  enfermos [1] e difundia suas crenças religiosas, sendo eles membros da Igreja Adventista do Sétimo Dia.
- 1953 – O casal Leo e Jessie Halliwell, apesar dos poucos recursos, com ajuda da diretoria da União Norte Brasileira da Igreja Adventista, conseguiram montar um hospital com 18 leitos, no Bairro do Marco em Belém do Pará. Com o nome de Hospital Adventista de Belém – HAB o hospital passou a receber os pacientes que antes eram atendidos em lancha e locais improvisados as margens dos rios.
- 2013 – Após 60 anos de existência o HAB mantem projeto de grande ampliação, a construção de prédio de 08 andares e 10.00m² de área. [2]

## Especialidades Médicas
Dentre as especialidades médicas ofertadas no HAB apontam-se como as principais: 
| - Alergia e Imunologia - Anestesiologia - Angiologia - Cardiologia - Cirurgia de Cabeça e Pescoço - Cirurgia Geral - Cirurgia Oncológica - Cirurgia Pediátrica - Cirurgia Plástica - Cirurgia Vascular - Cirurgia Torácica - Cirurgia Buco Maxilo Facial - Clínica Médica | - Dermatologia - Dermatologia Pediátrica - Endocrinologia - Endocrinologia Pediátrica - Fisiatra - Fonoaudiologia - Gastroenterologia - Geriatria - Ginecologia e obstetrícia - Hematologia - Hepatologia - Infectologia | - Laparoscopia e Histeroscopia Ginecológica - Mastologia - Nefrologia - Neonatologia - Neurologia - Neurologia Infantil - Nutrição e dietética - Nutrologia - Oftalmologia - Oncologia clínica - Ortopedia e traumatologia - Ortopedia e traumatologia Infantil - Otorrinolaringologia | - Pediatria - Pneumologia clínica - Pneumologia Infantil - Proctologia - Psicologia clínica - Psiquiatria - Psicologia - Puericultura - Reumatologia - Ritmologia e Marcapasso - Urologia |  |

## Galeria de imagens

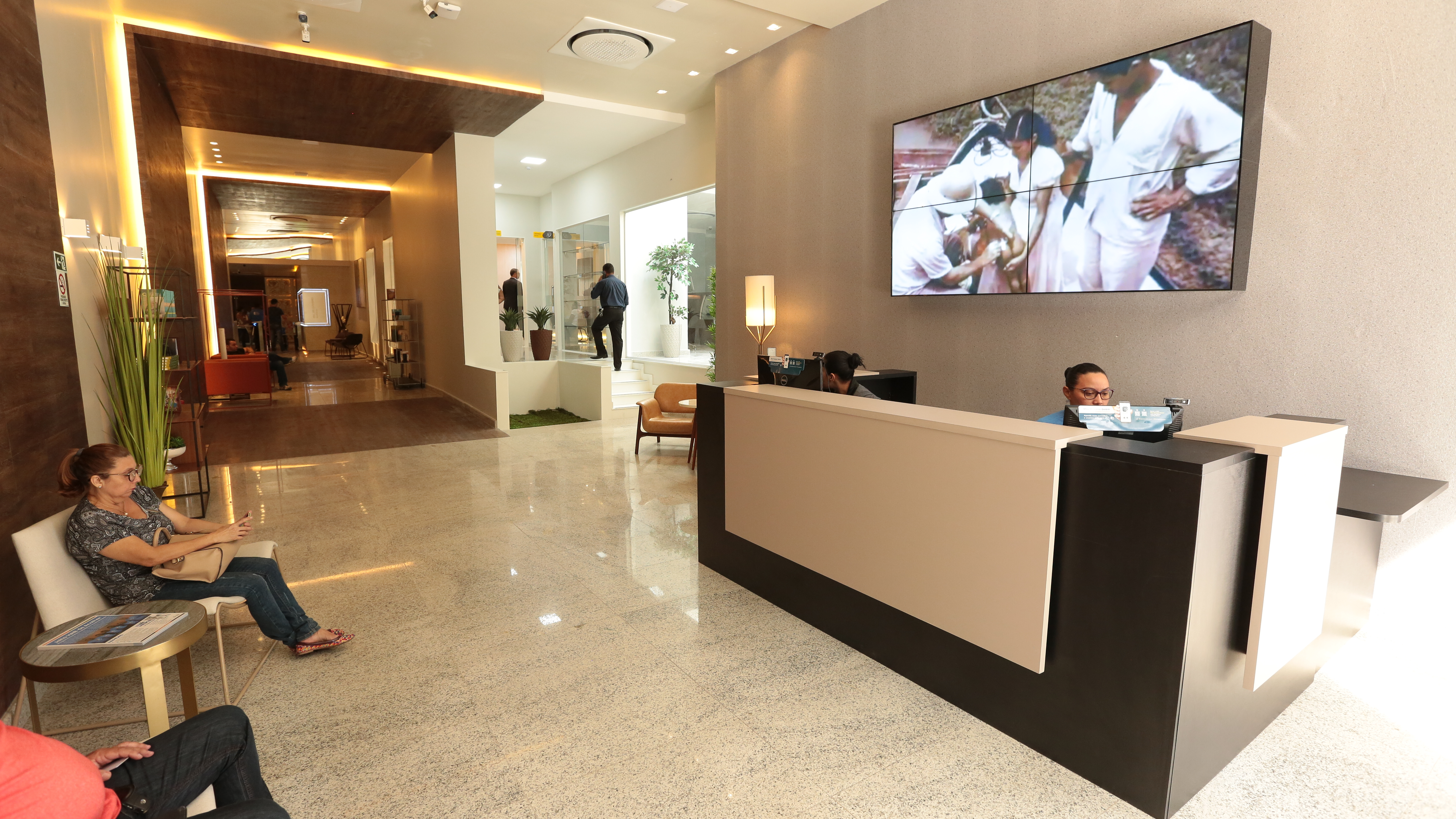
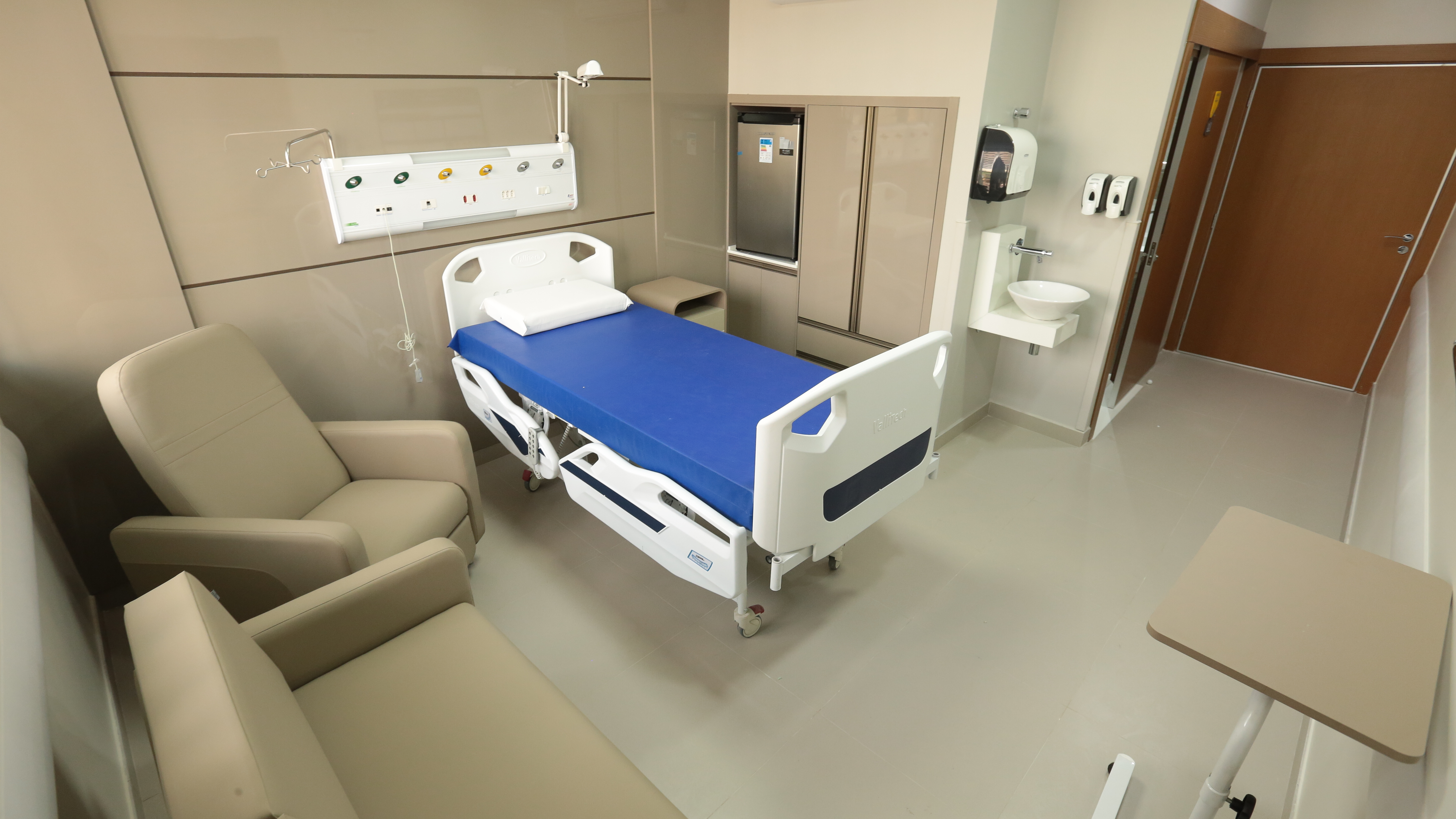
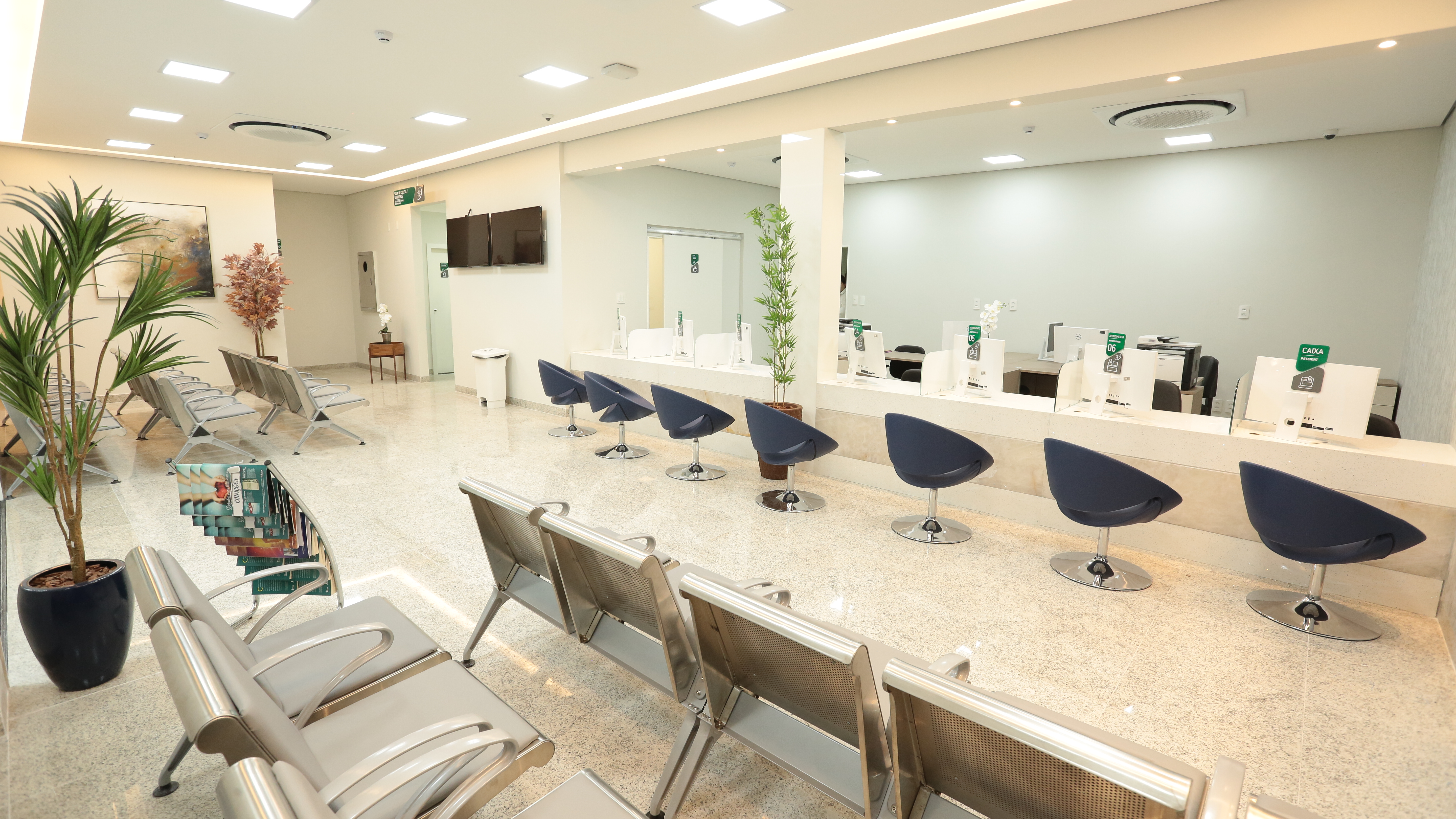
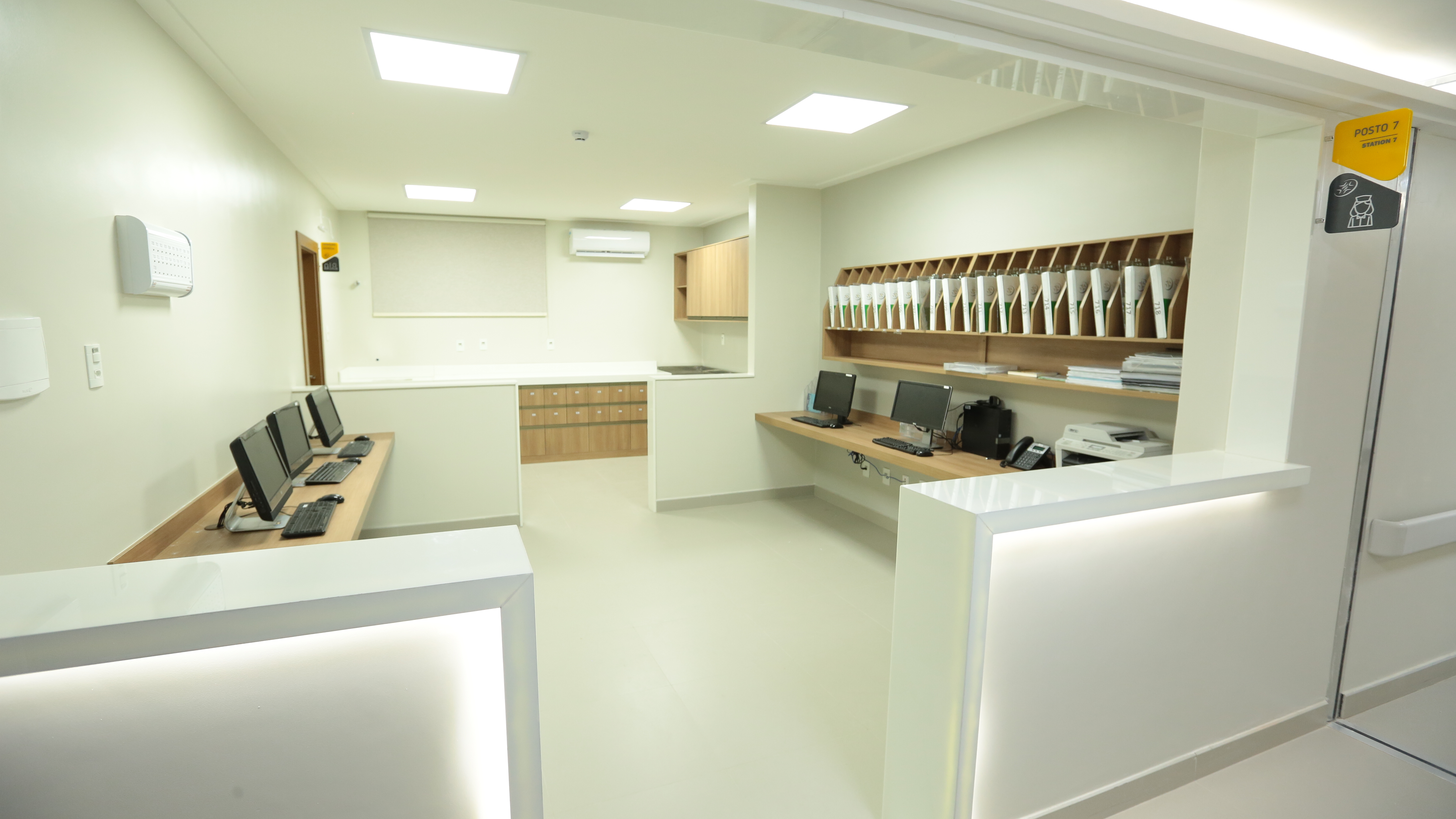
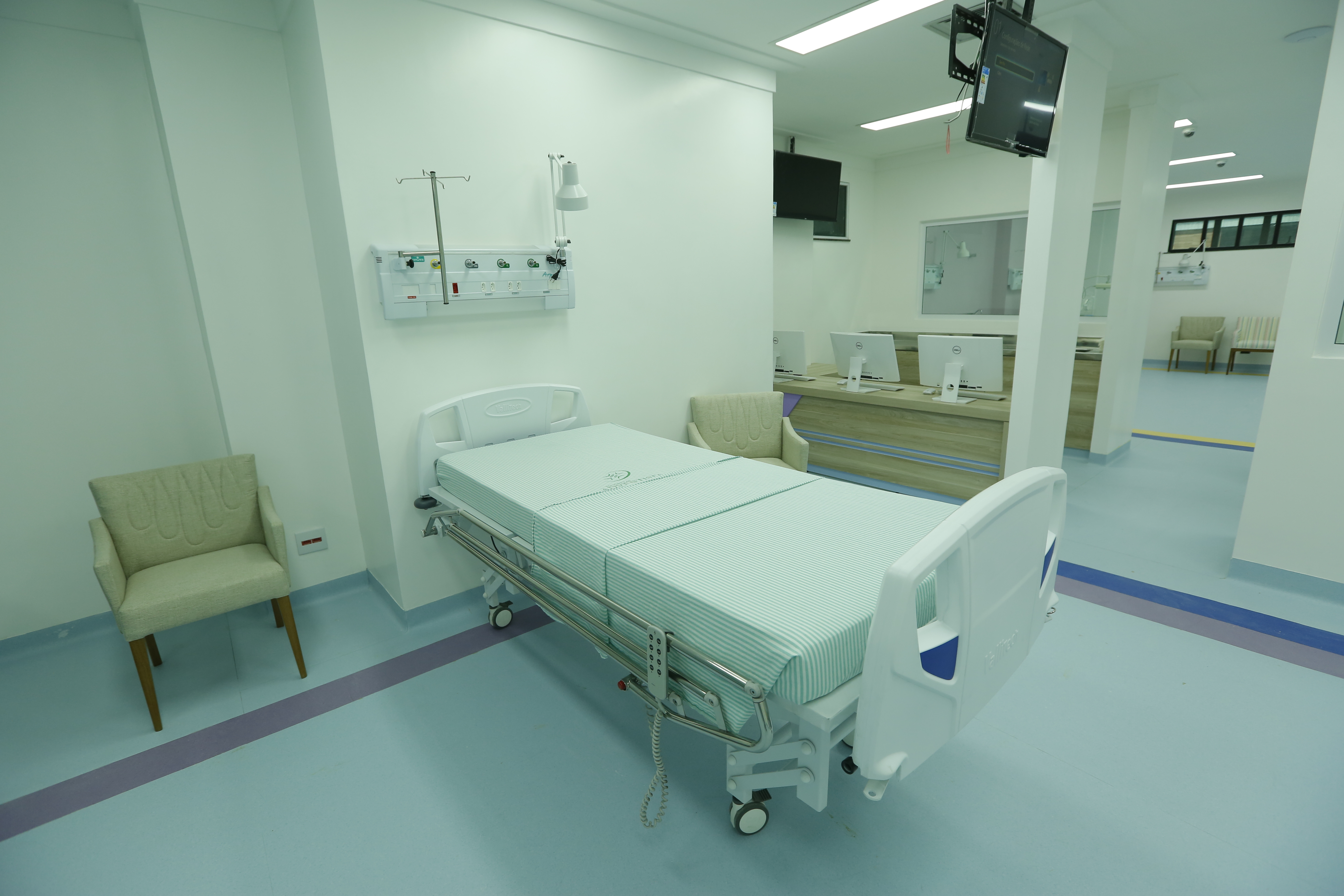
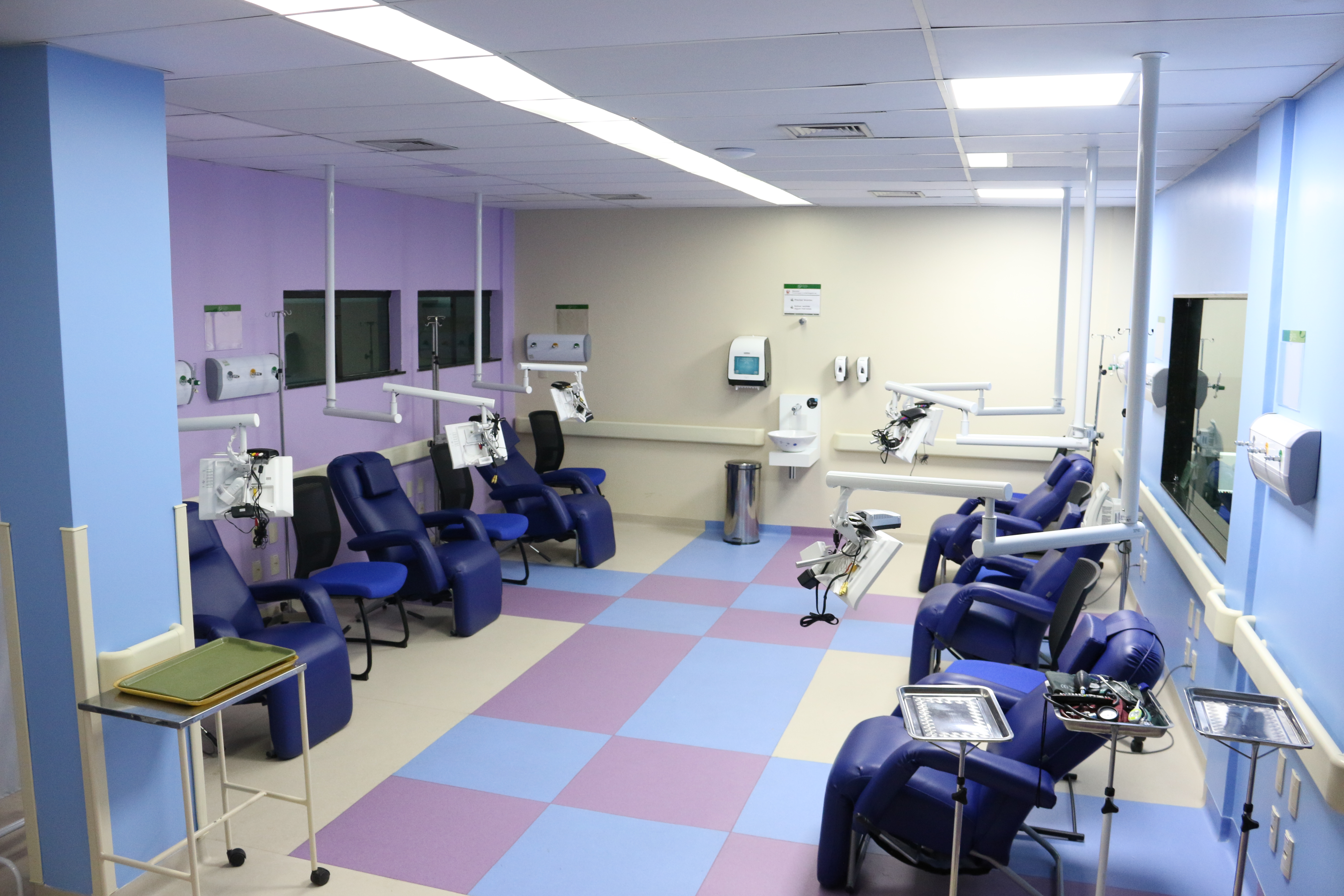
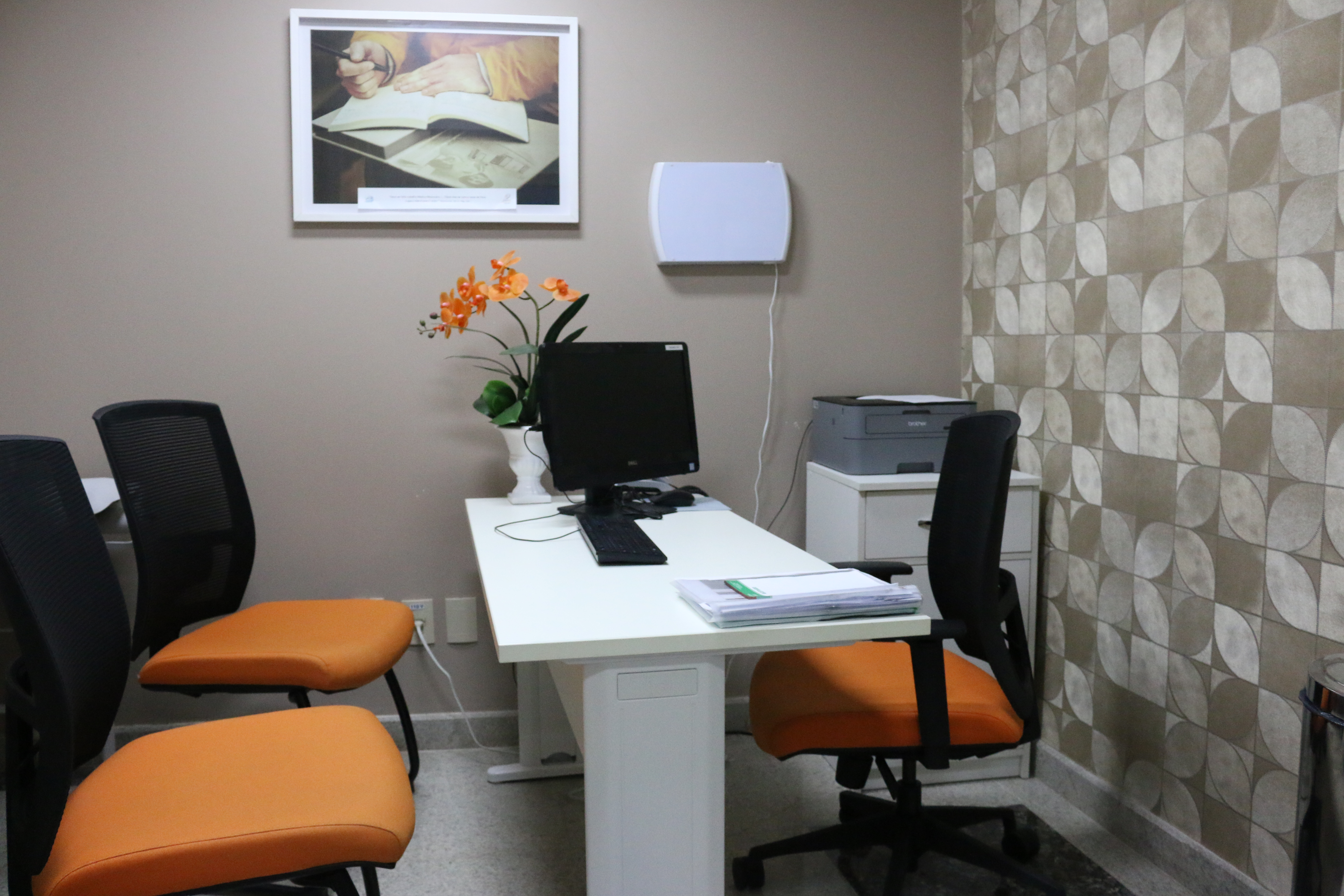
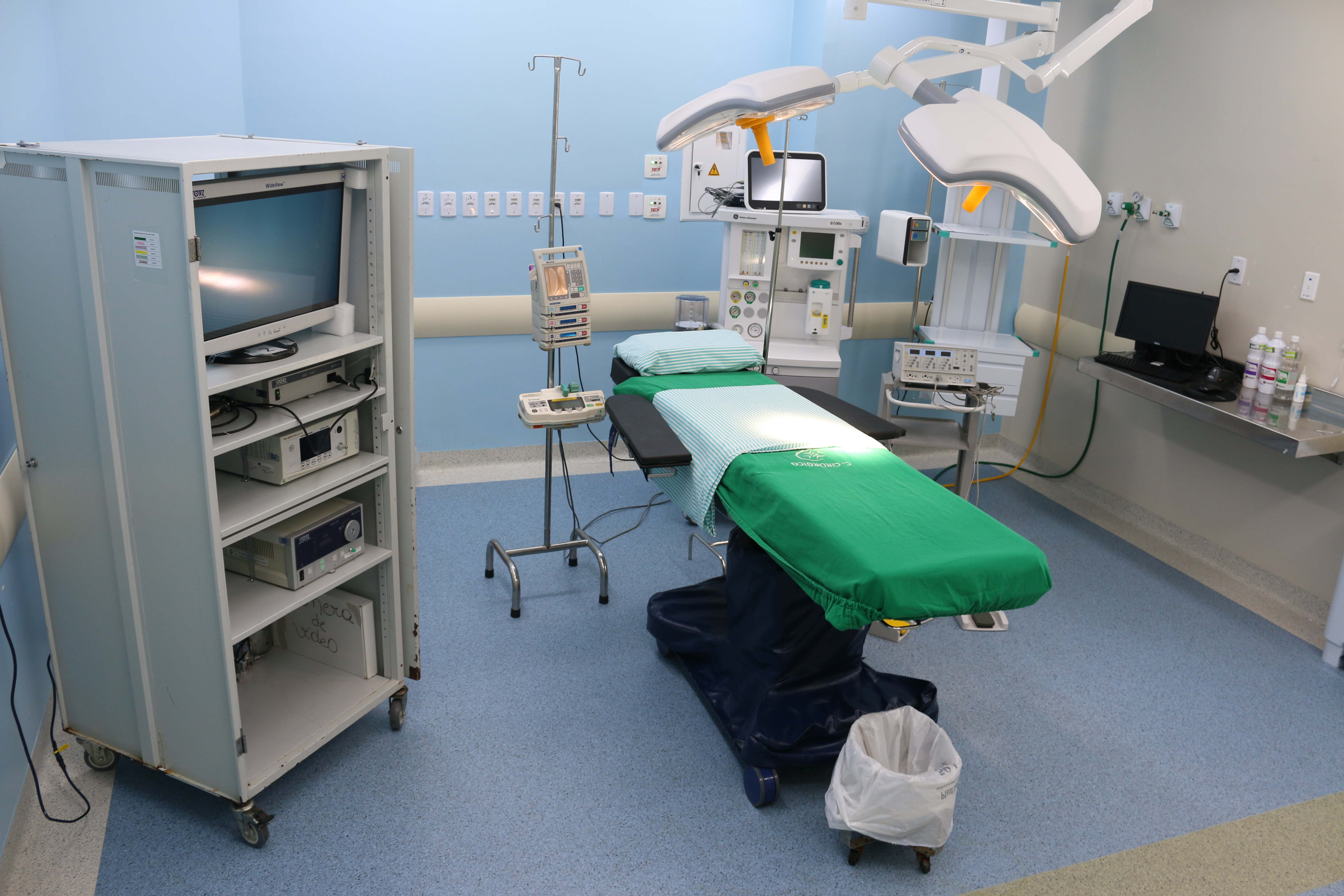
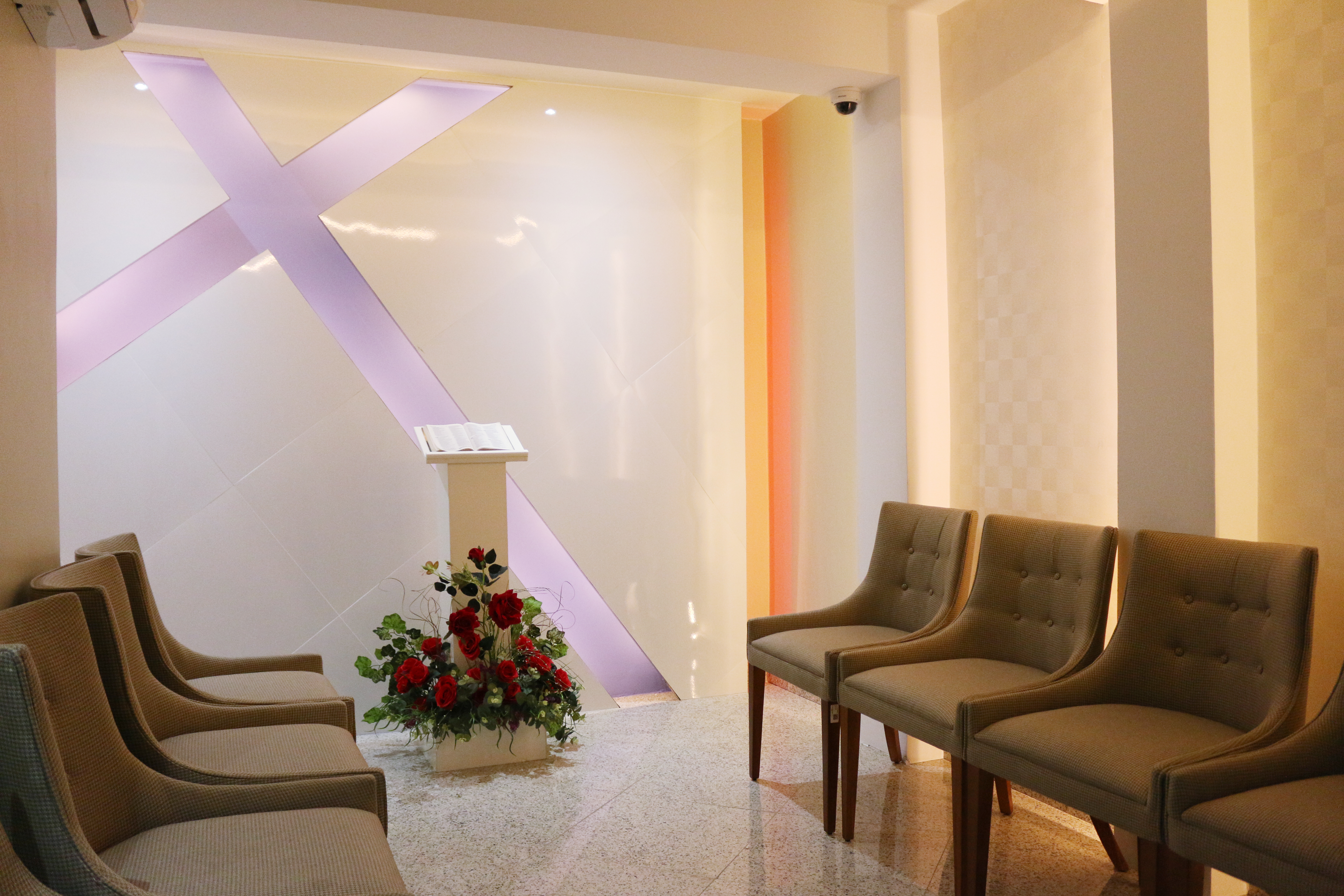
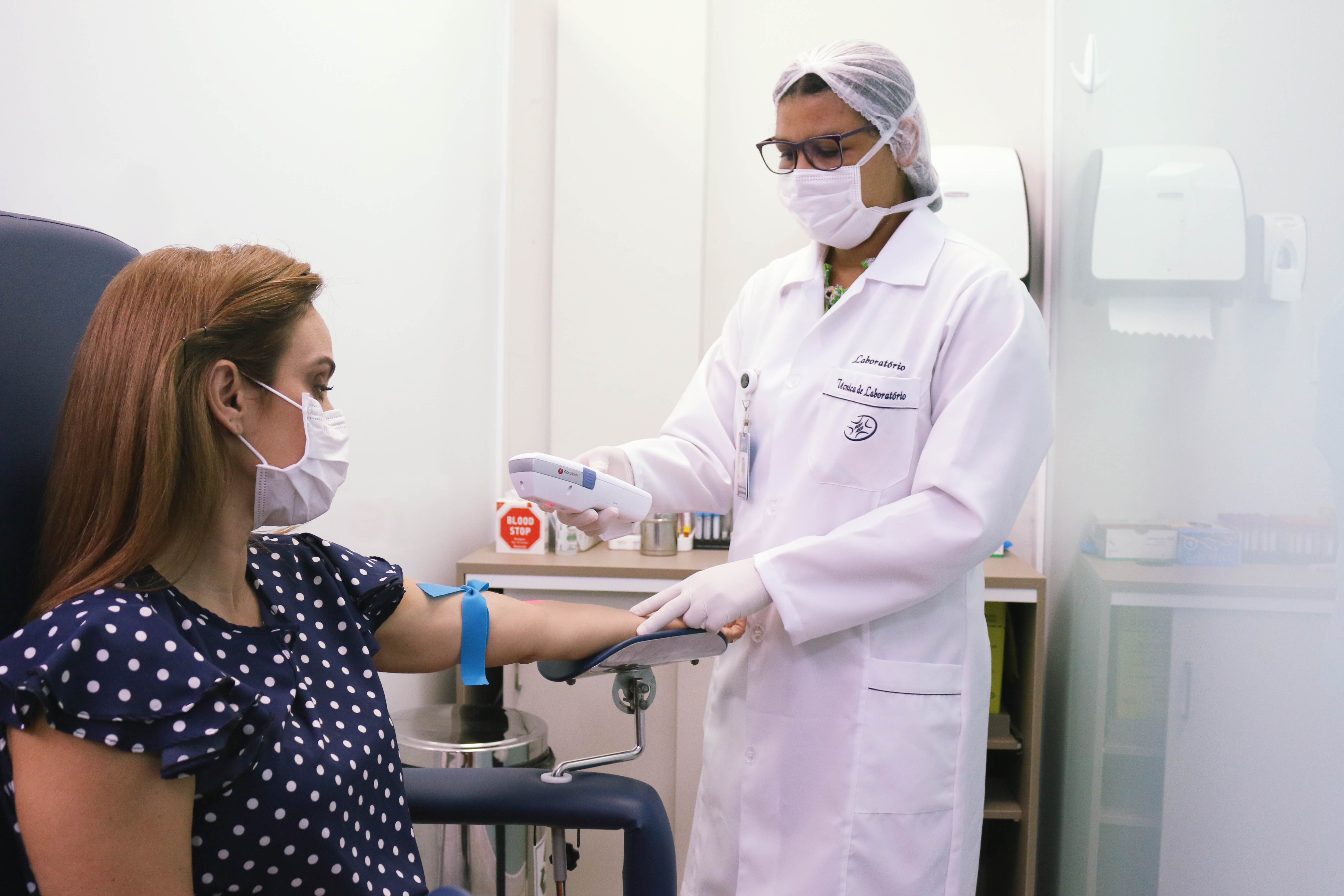
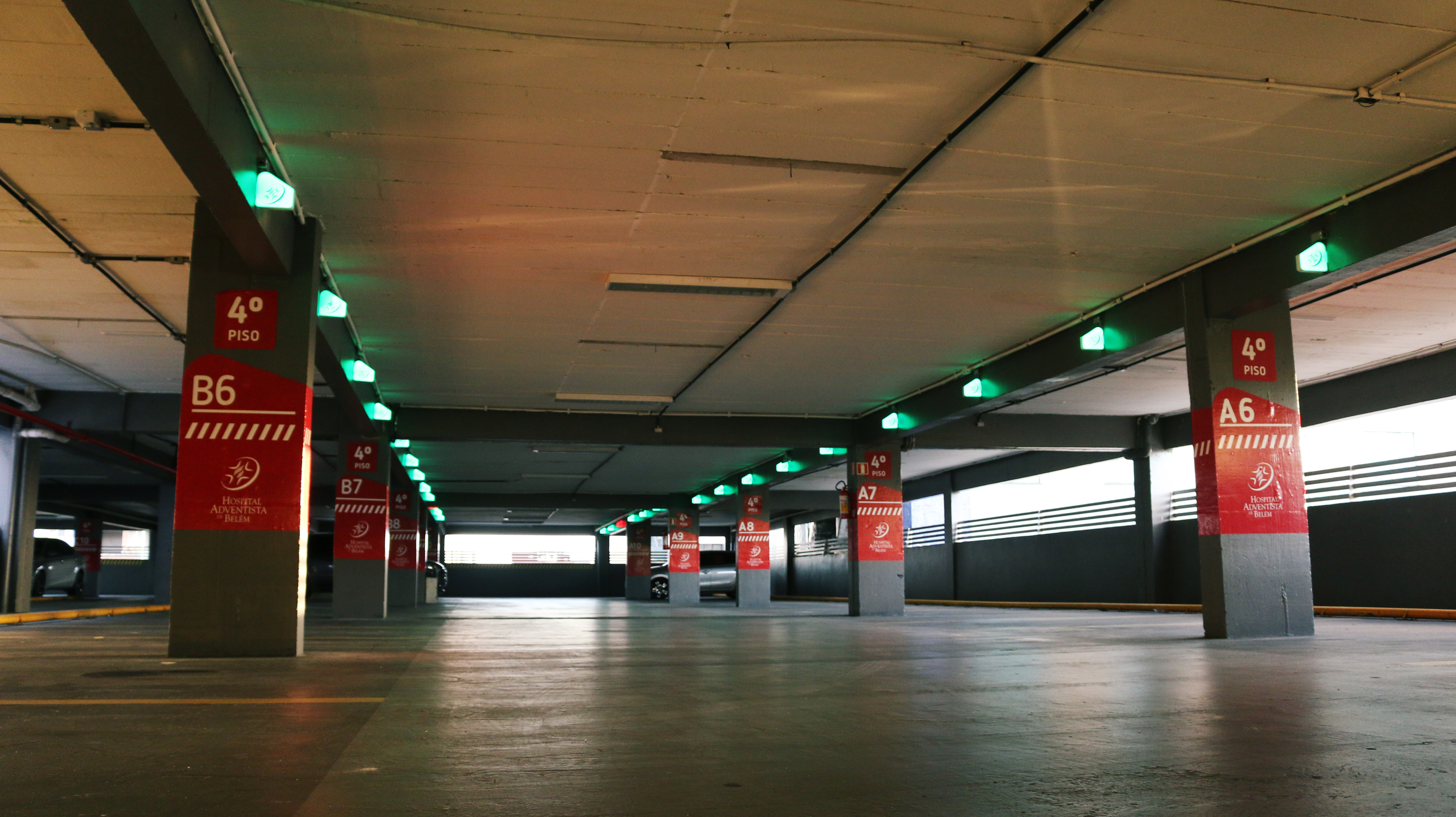
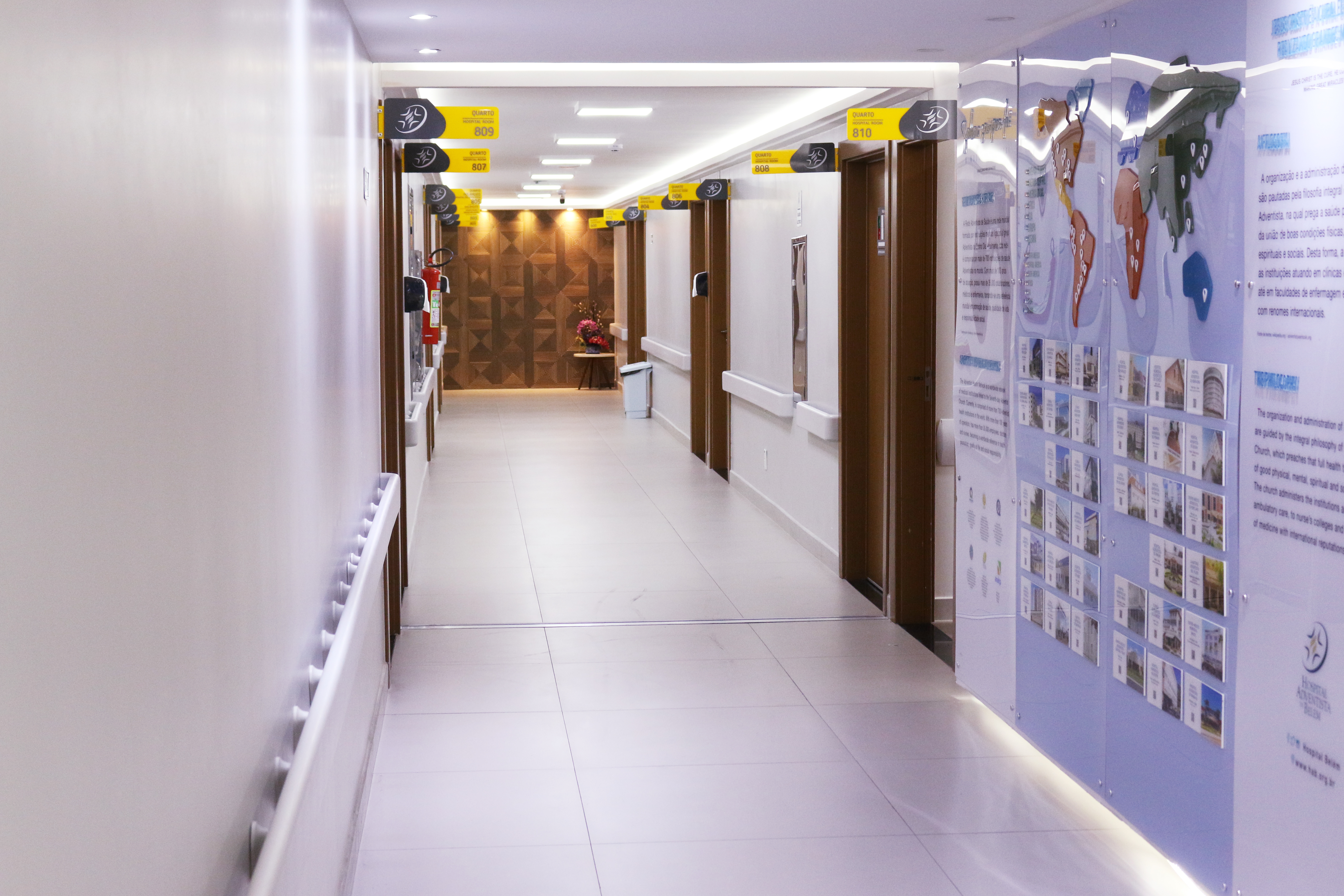
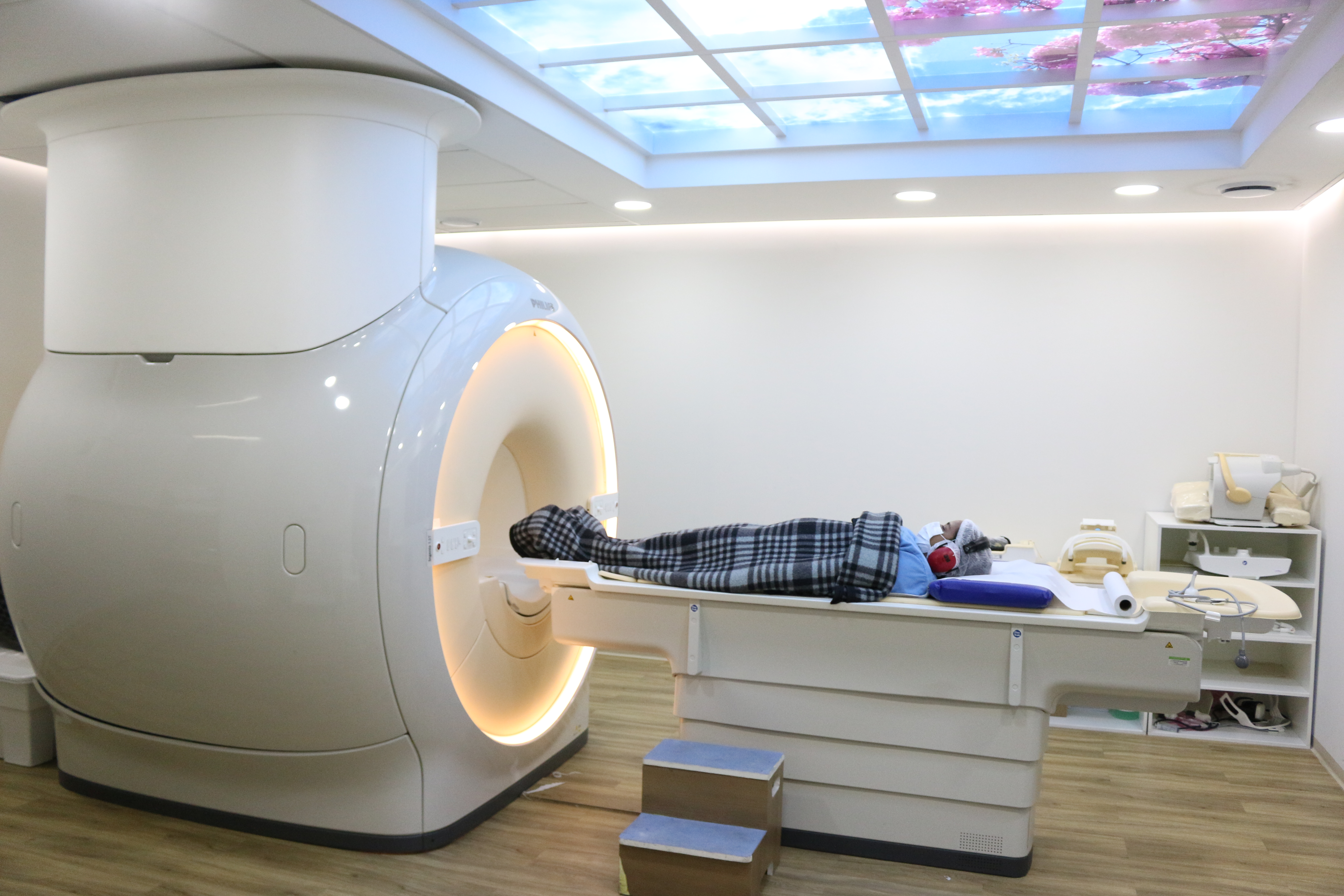
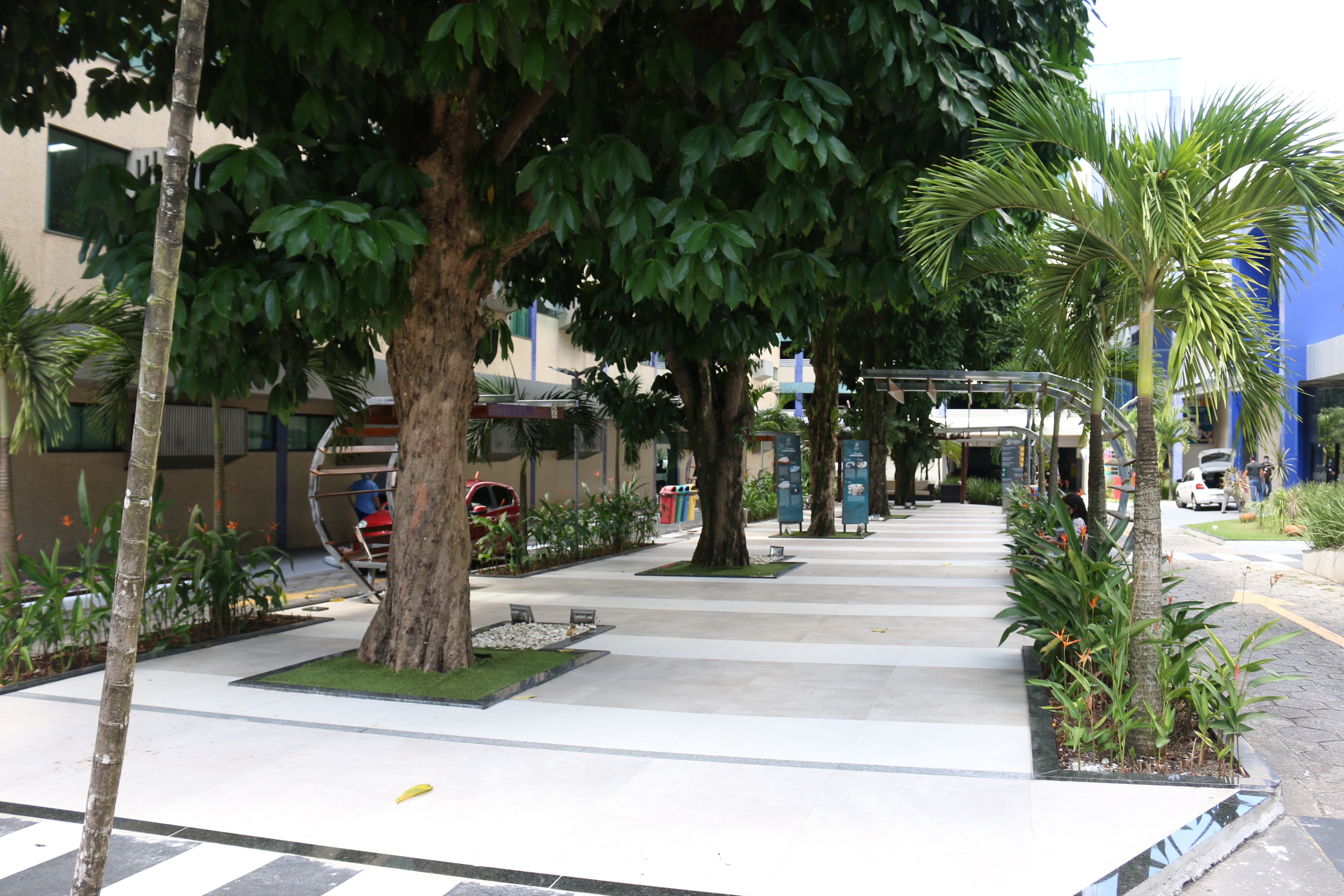
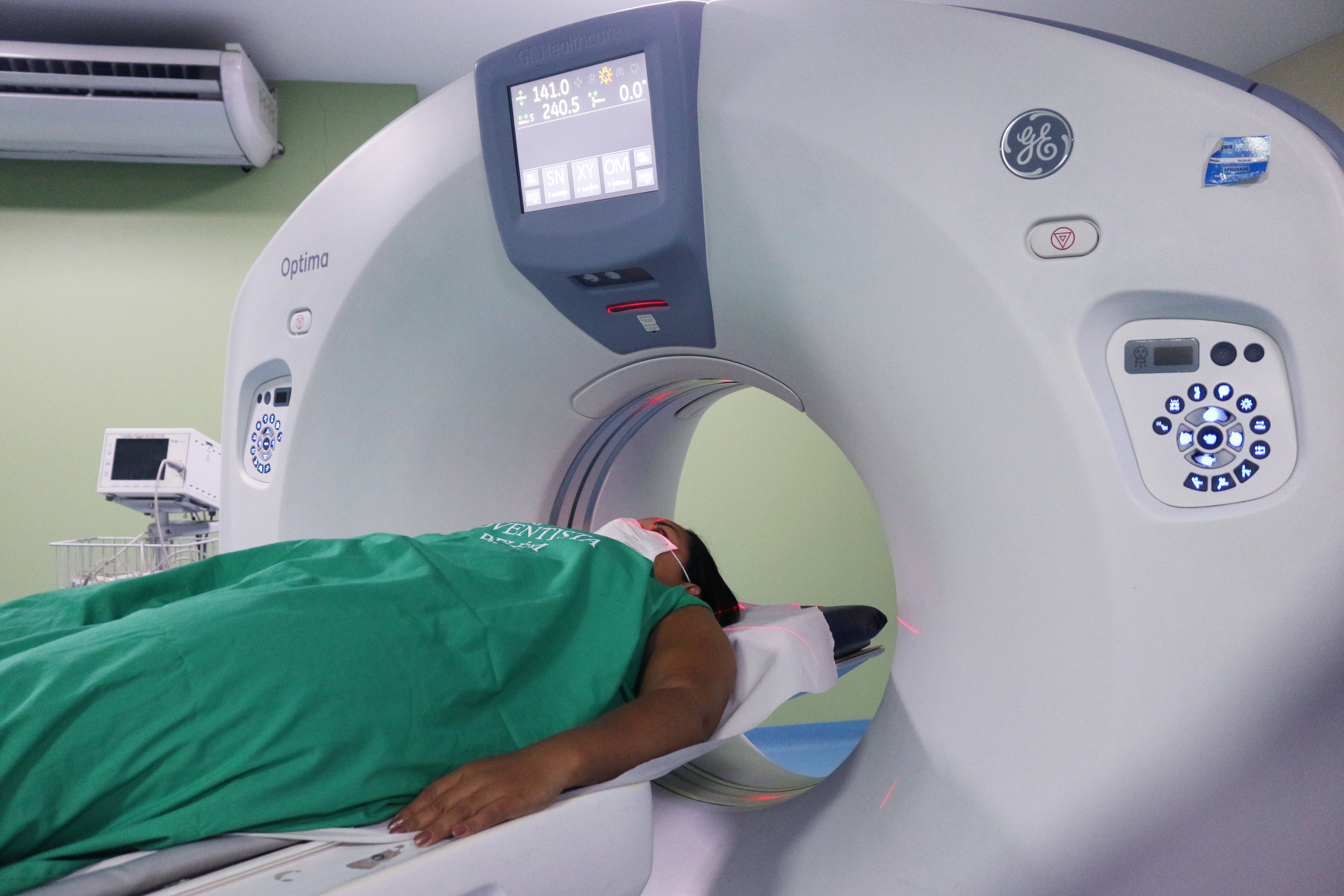
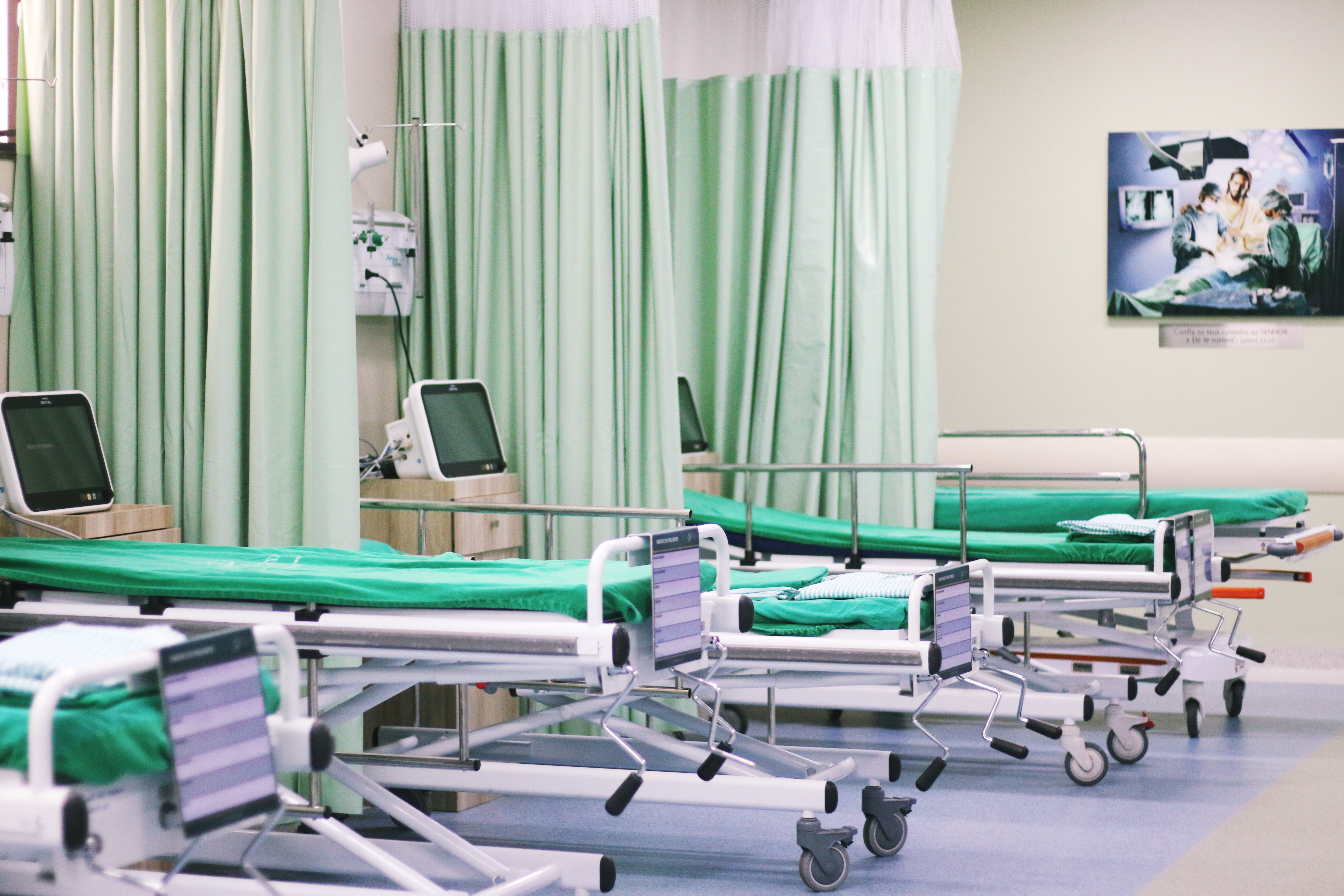
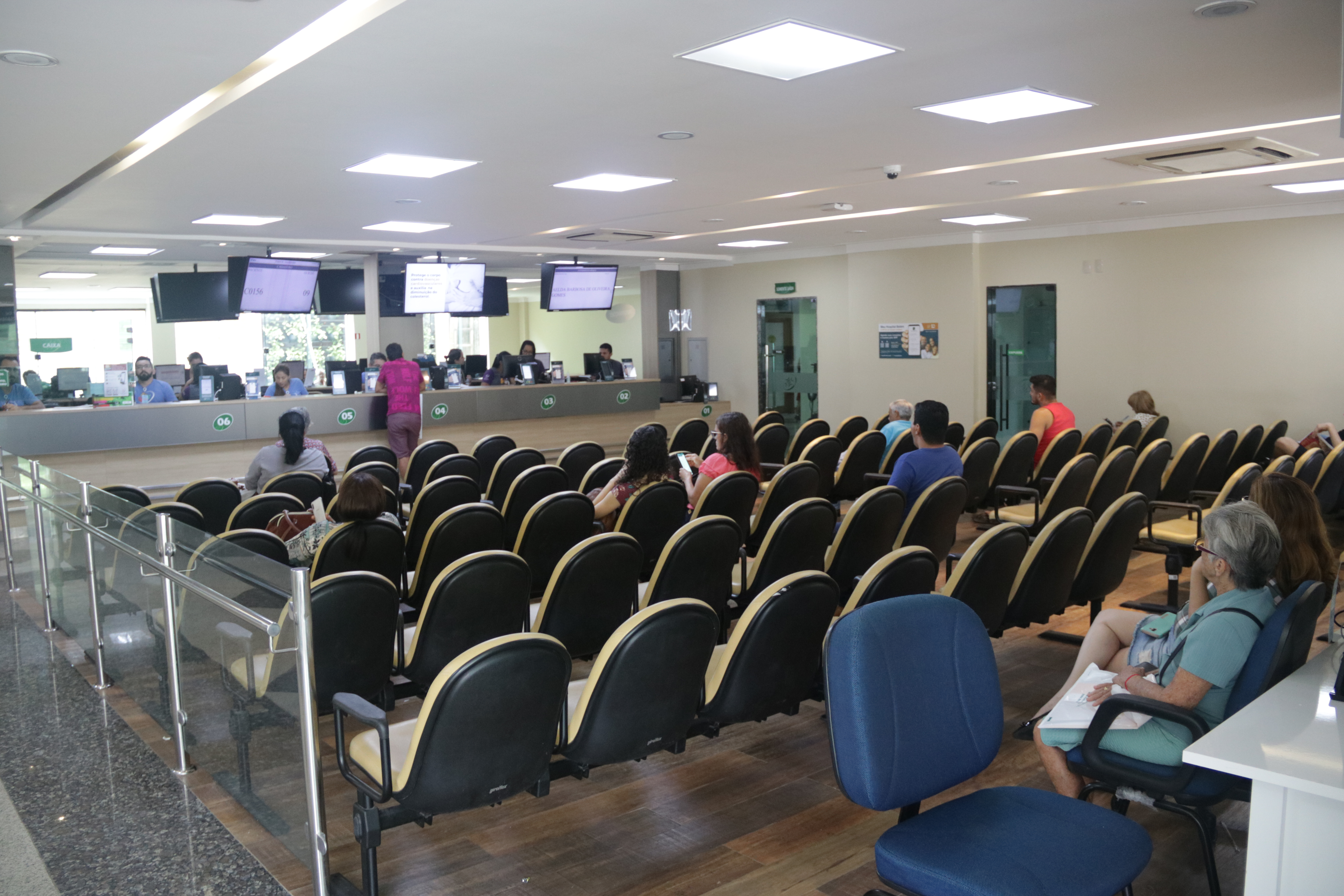
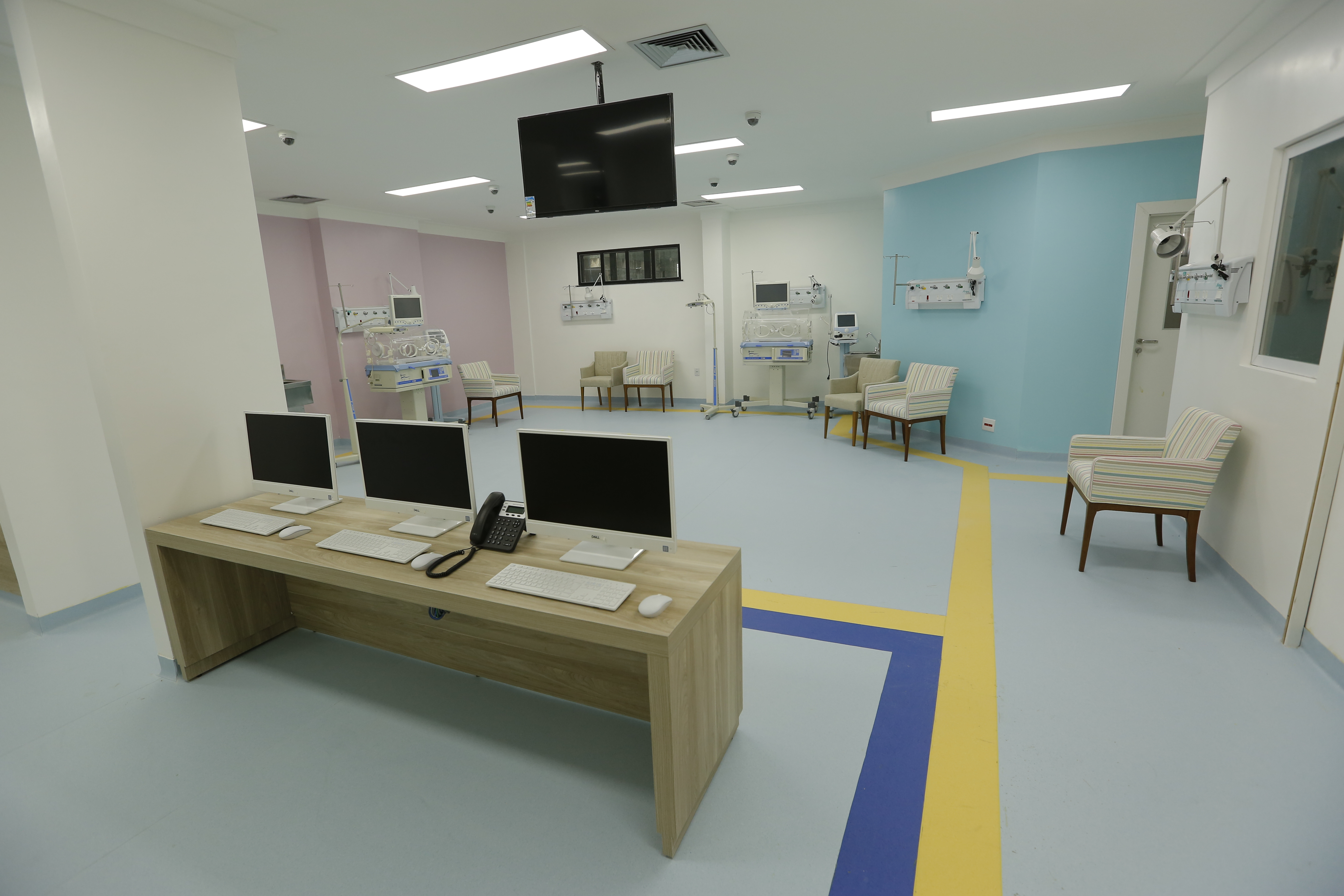
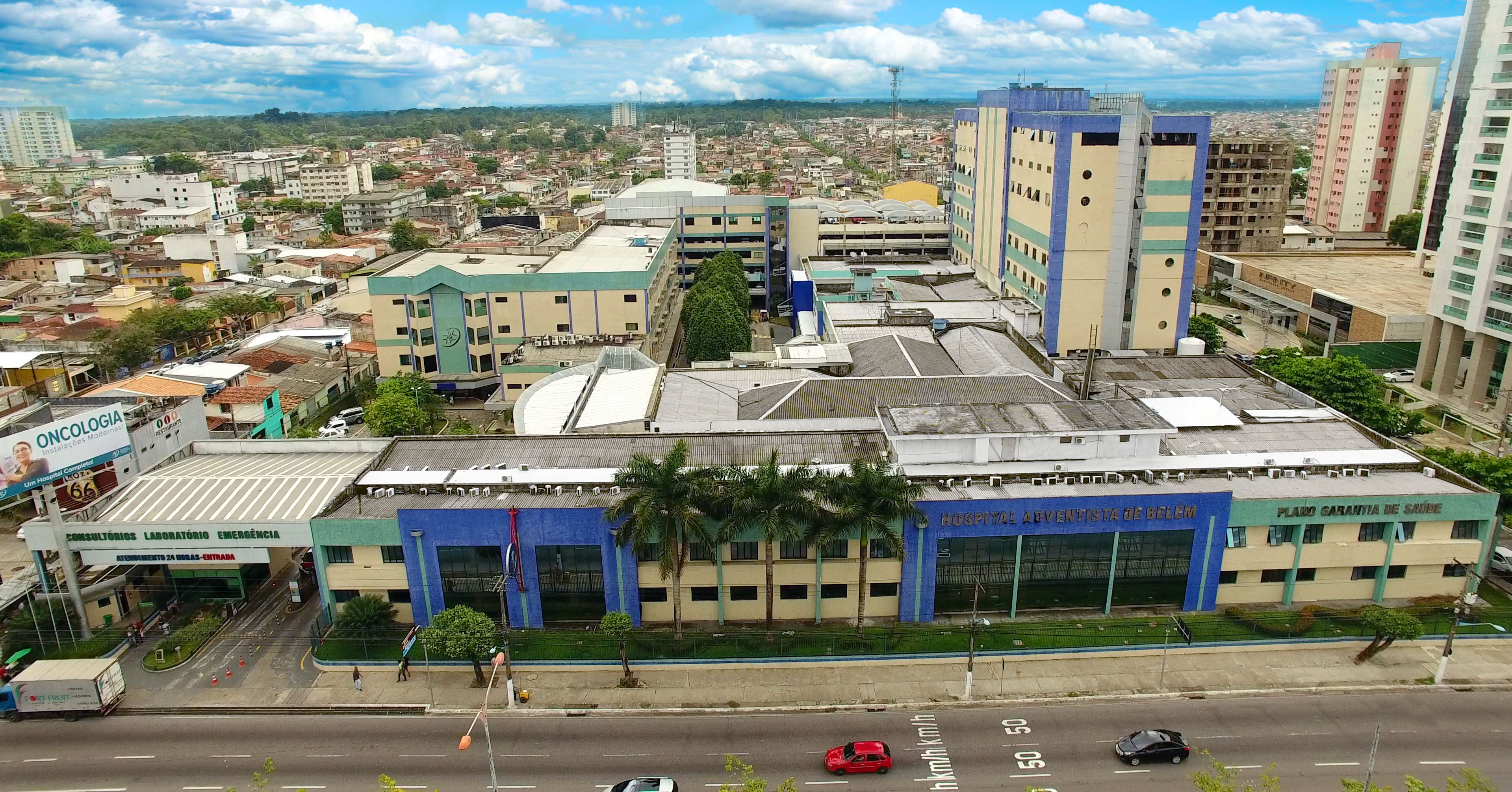
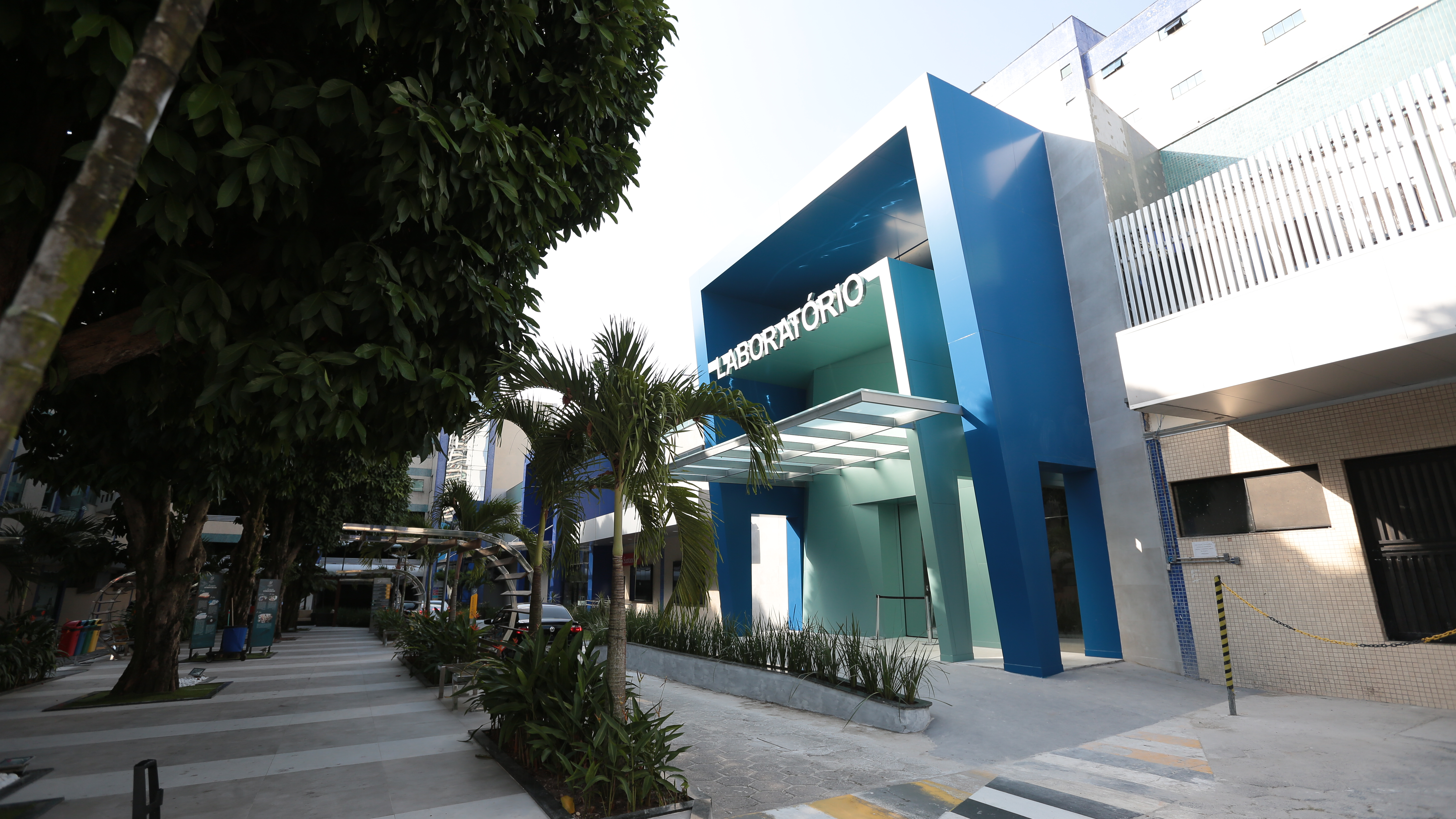
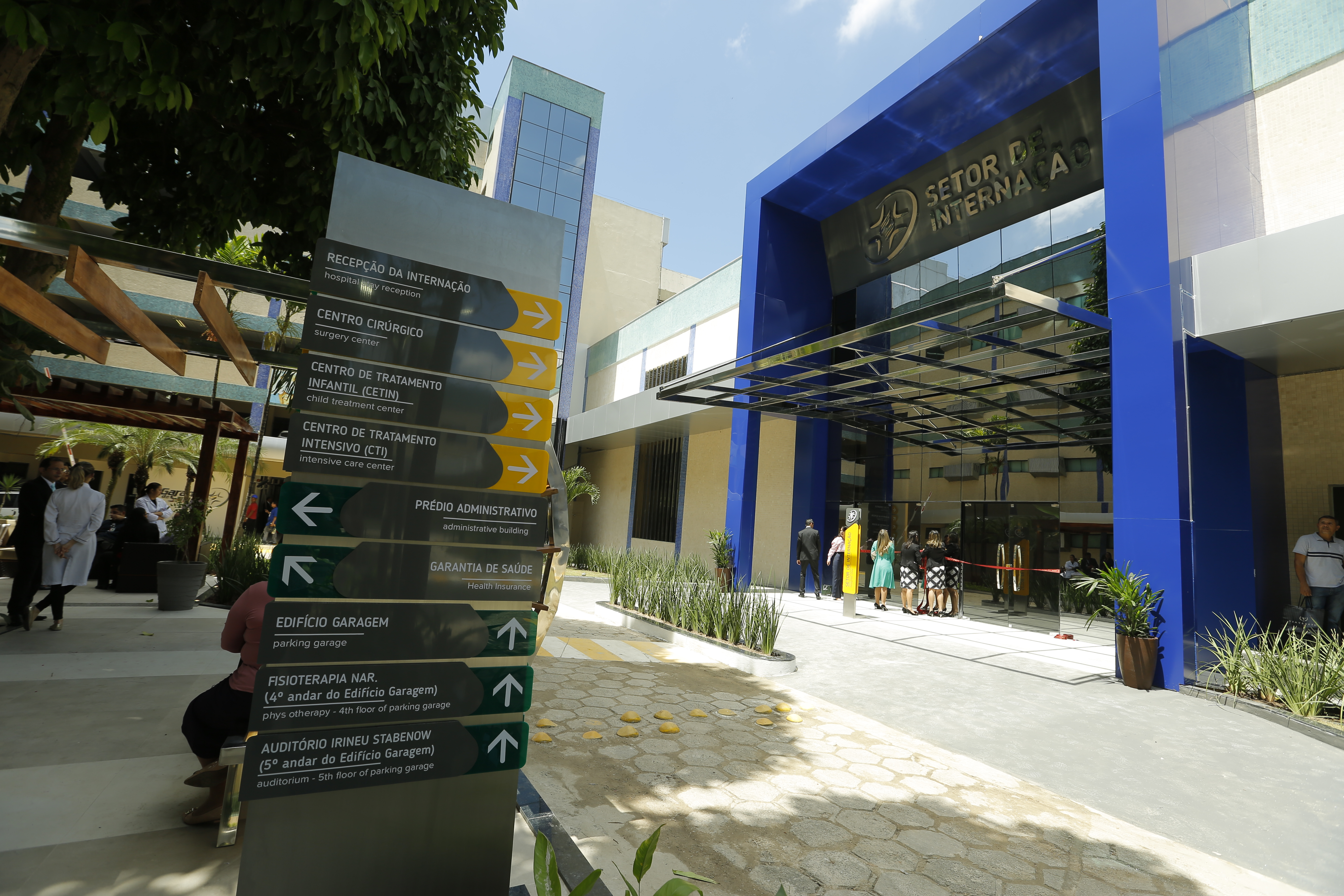
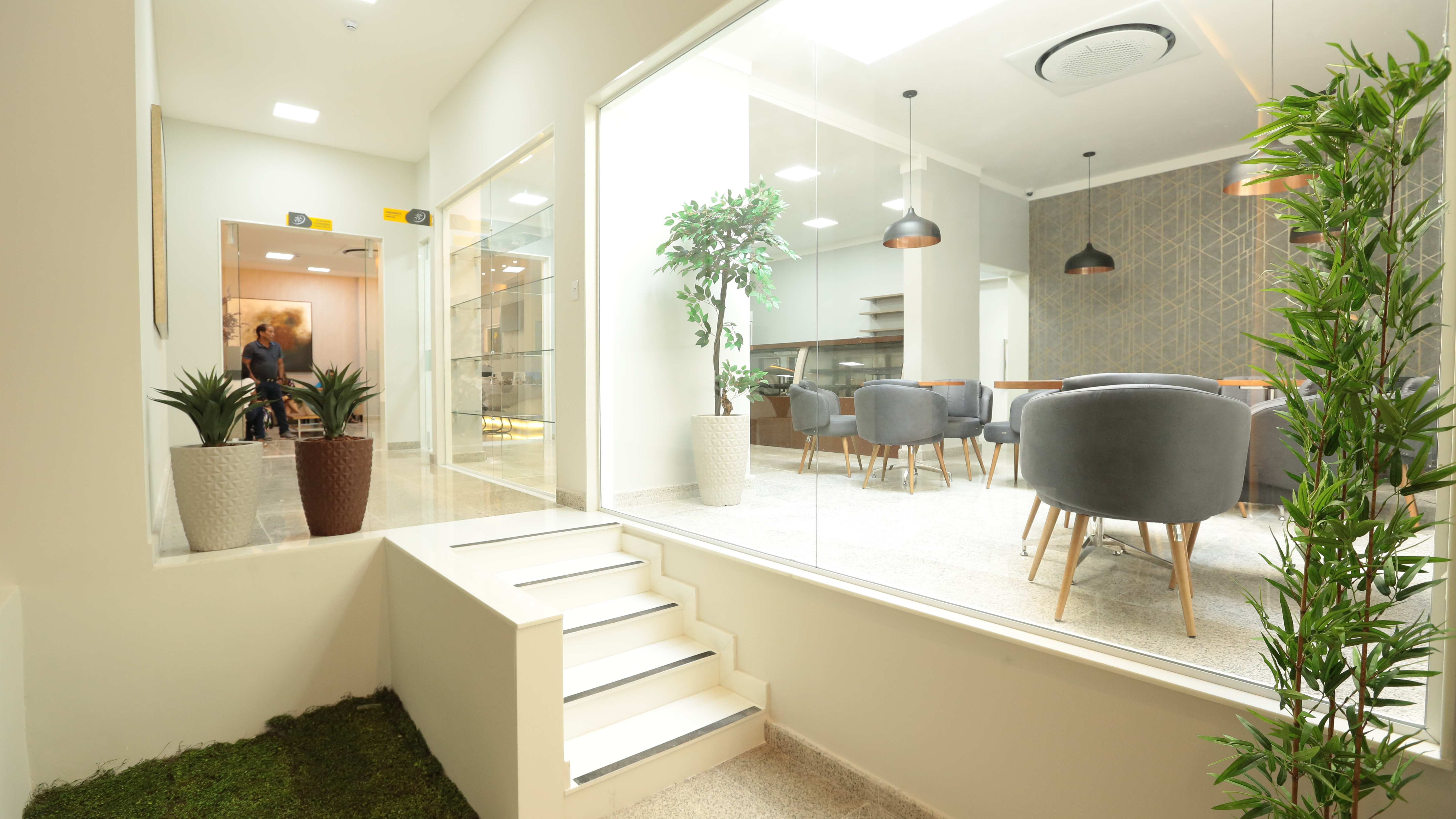